# Torlonia

Familjen Torlonias vapensköld

Torlonia är en italiensk adelsätt, som härstammar från Frankrike. Familjen äger en av världens största antiksamlingar, Torloniasamlingen.
Familjen var under 1700- och 1800-talen engagerade i siden- och tyghandel och hade sitt affärshus vid Piazza di Spagna i Rom. Från denna verksamhet började familjen bankirverksamhet i liten skala. 
Ättens grundare var Marino Tourlonias (1725–1785), som var född i Augerolles i Frankrike som son till jordbrukaren Antoine Tourlonias från Auvergne. Han började i tjänst hos biskopen Charles-Alexandre de Montgon och färdades med honom till Rom, där han kom i tjänst hos kardinalen Troiano Acquaviva d’Aragona (1696–1747). Denne bistod honom med ett mindre kapitalbelopp, med vilket han kunde starta en tyghandel under det italieniserade namnet Torlonia.

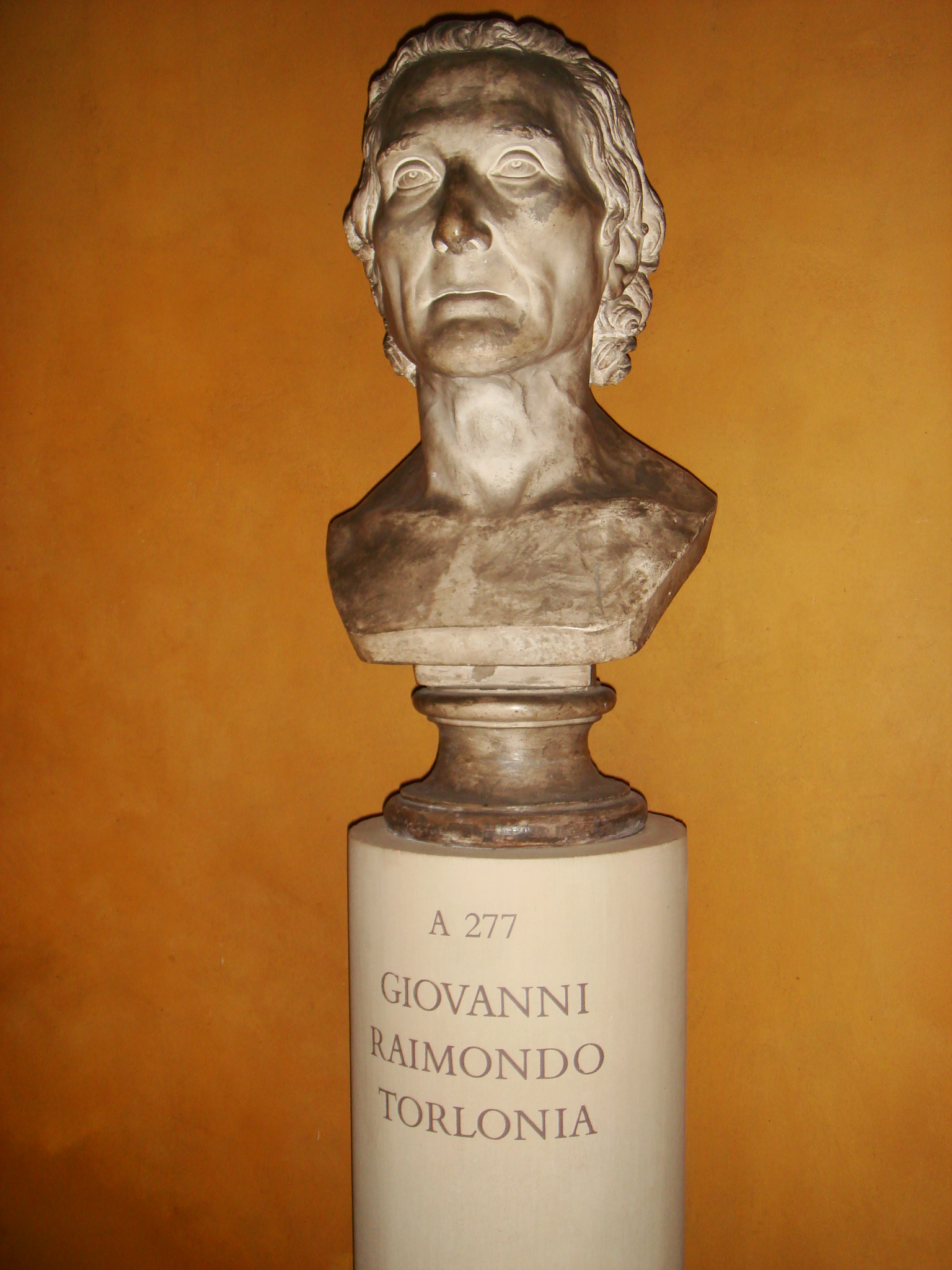
Giovanni Torlonia] (1754–1829), byst av Bertel Thorvaldsen

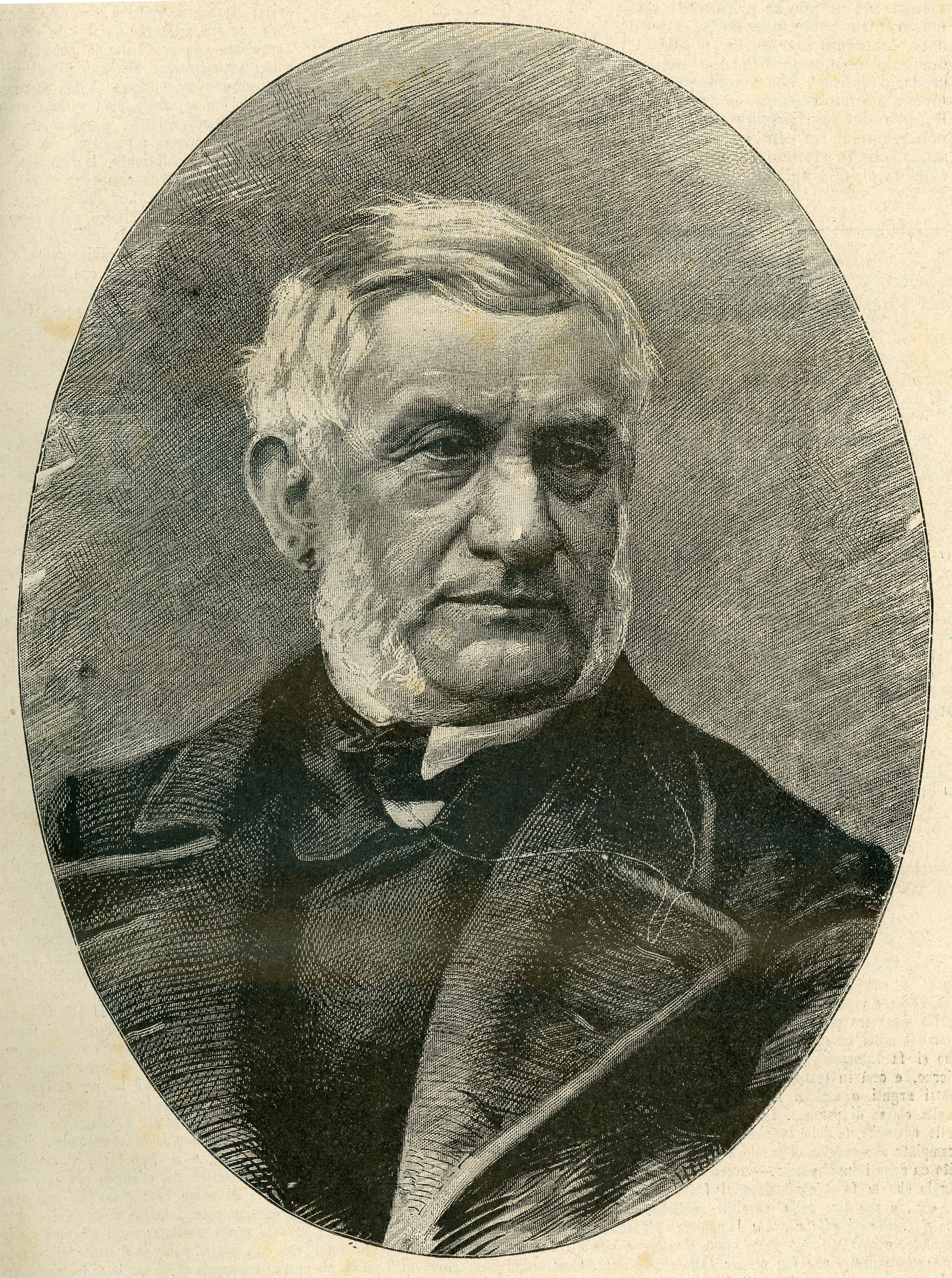
Alessandro Torlonia (1800–1886)

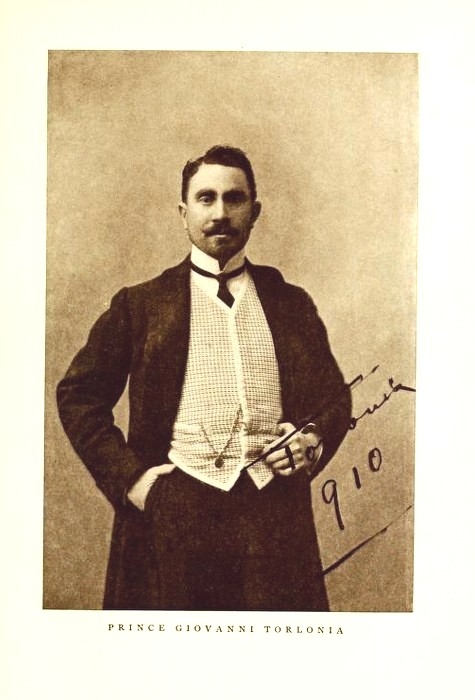
Giovanni Torlonia (1873–1938)

Marino Tourlonias son Giovanni Torlonia (1754–1829) vidgade verksamheten med bankirtjänster och blev rik på spekulationer och blev en av de största långivarna till den italienska adeln. Detta ledde till att han på panter blev en stor jordägare och blev adlad 1809 av påven Pius VII och 1814 fick en furstetitel. Han skötte också finanser för Vatikanen. År 1797 lät han uppföra Villa Torlonia i Rom (senare residens för Mussolini) och 1820 köpte han renässanspalatset Palazzo Castellesi i Rom, som under namnet Palazzo Torlonia fram till idag varit bebott av familjen.

## Egendomar i urval

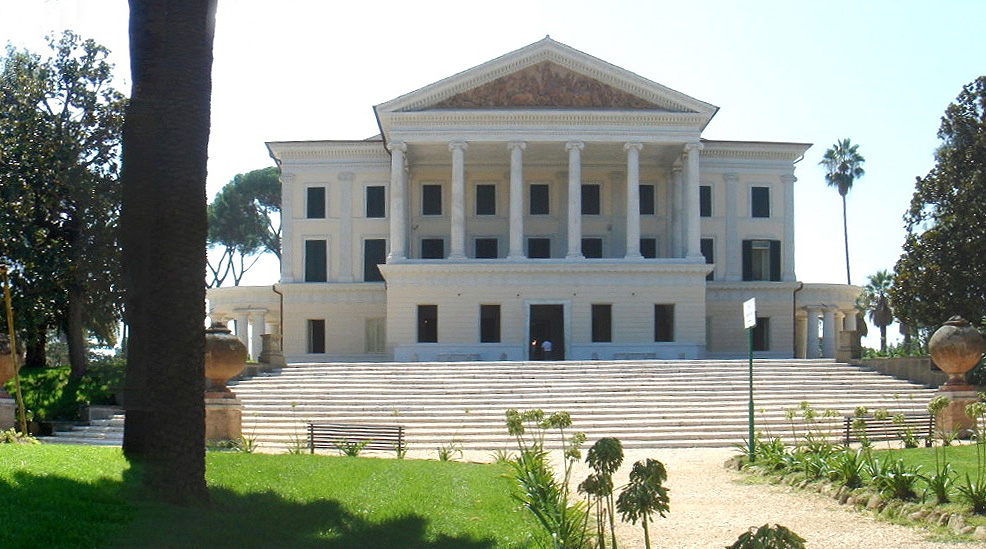
Villa Torlonia i Rom, byggt 1797
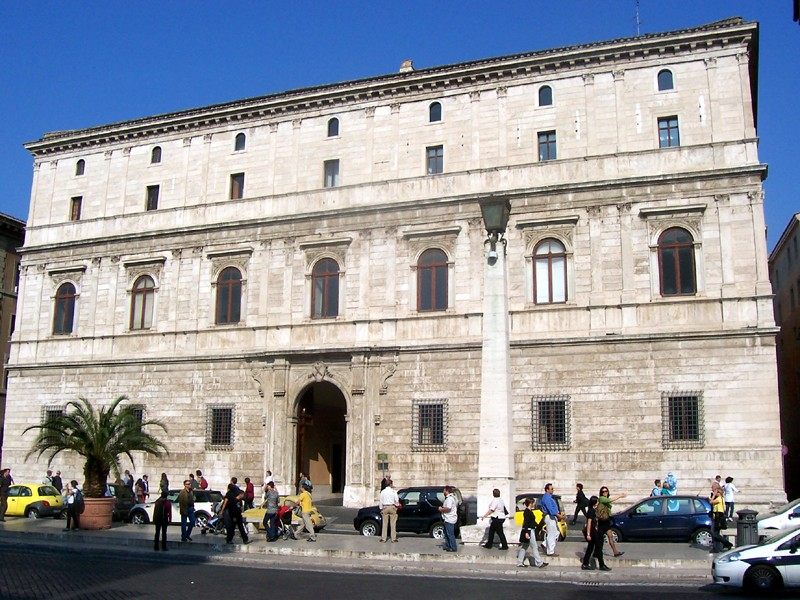
Palazzo Torlonia i Rom
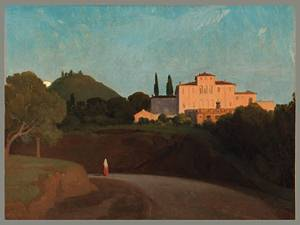
Villa Torlonia i Frascati
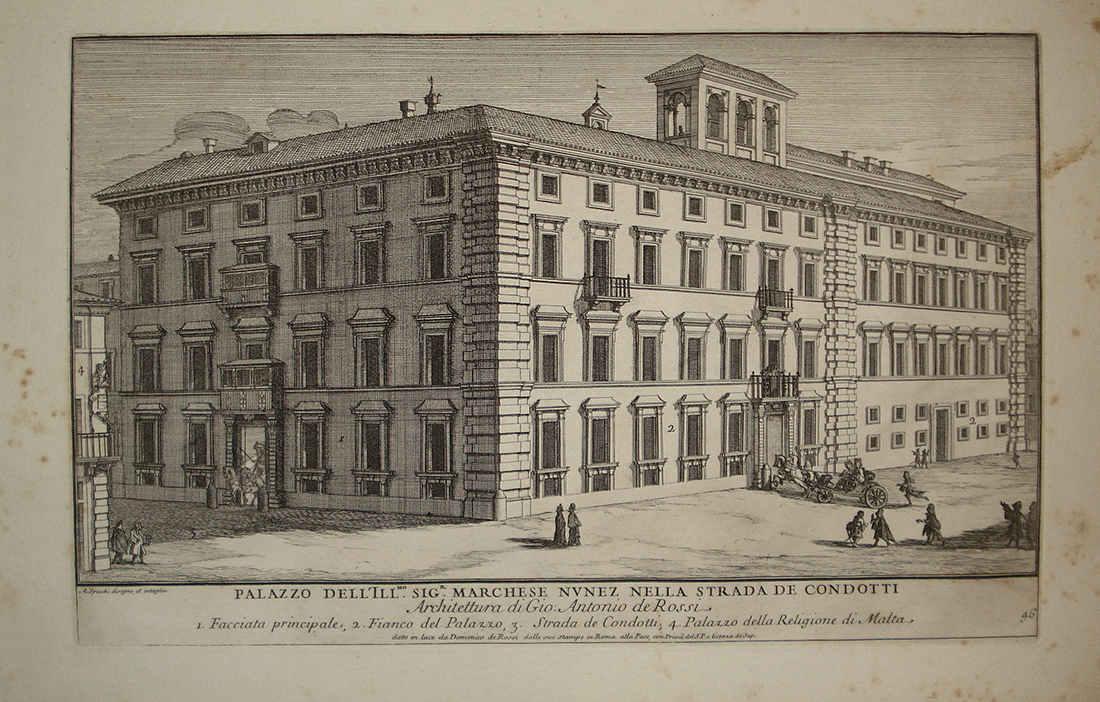
Palazzo Núñez-Torlonia i Rom
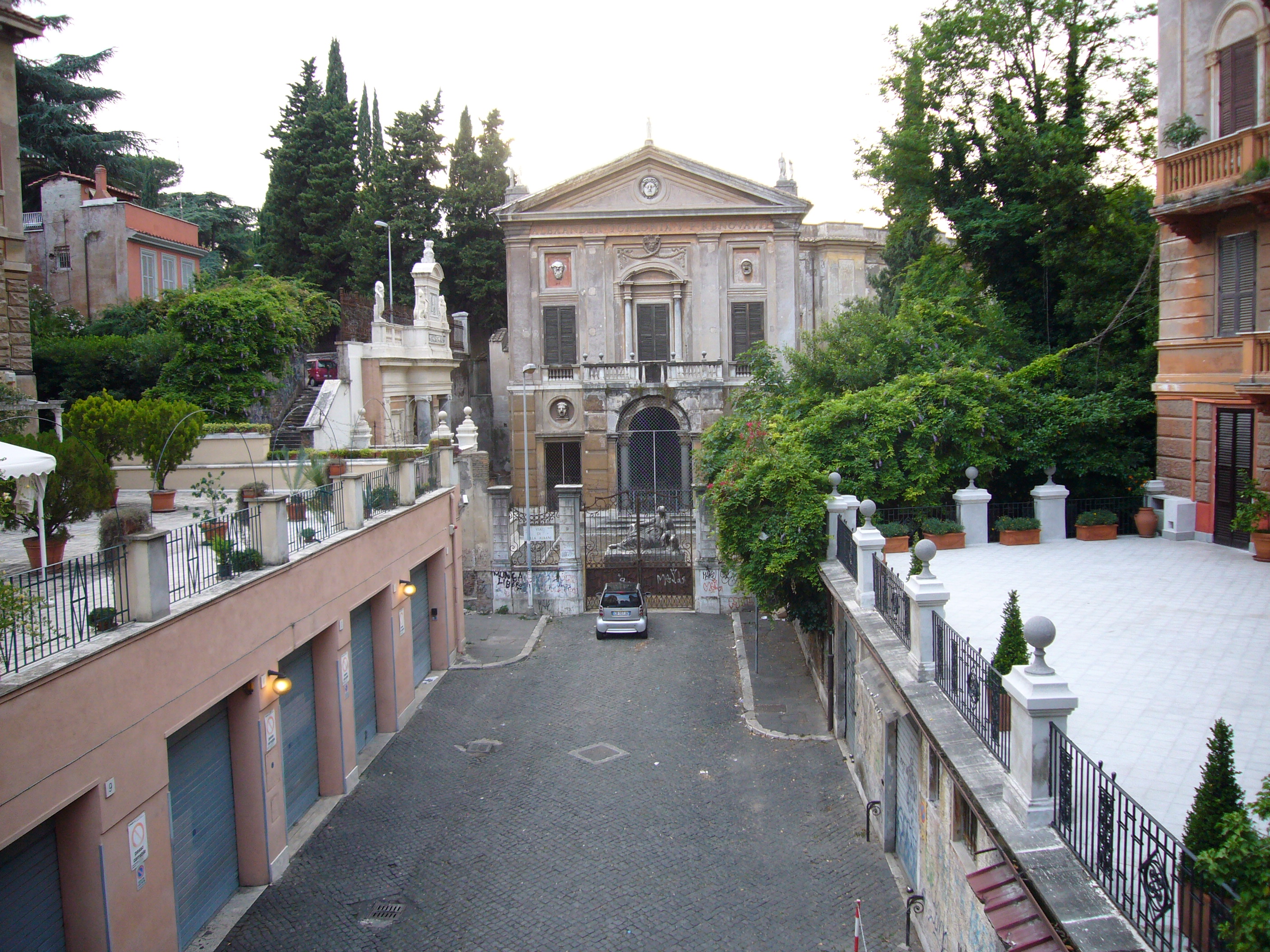
Villa Albani i Rom
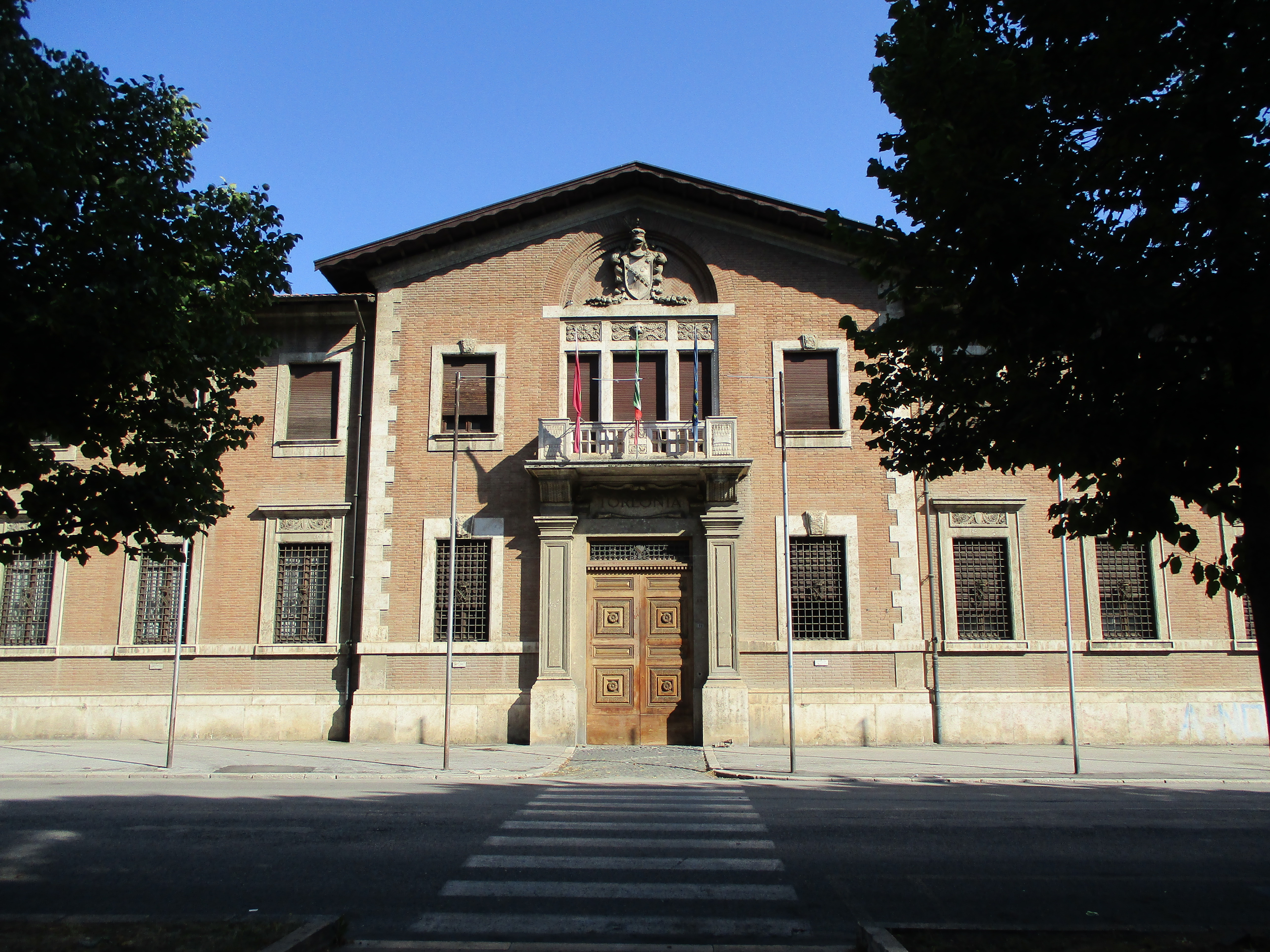
Palazzo Torlonia i Avezzano
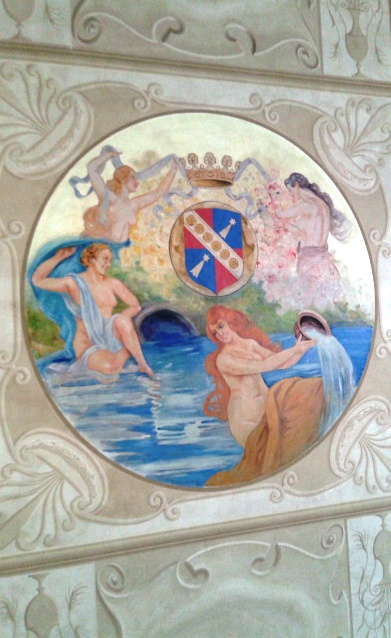
Fresk med vapen i Palazzo Torlonia i Avezzano

## Kända medlemmar av familjen
- Giovanni Torlonia (1754–1829), tyghandlare och bankir
- Allesandro Torlonia (1800–1886), bankir och jordägare